# Choloepus
Genre
Les Unaus (Choloepus) forment le seul genre de la famille des Megalonychidae, dont les espèces sont communément appelées paresseux unaus ou paresseux didactyles. Ce sont des cousins des Bradypodidés dont font partie les paresseux aïs et, à ce titre, ils ont également de longs poils et un métabolisme très lent. La différence la plus visible entre ces deux groupes est que les Bradypodidés possèdent trois doigts à chaque main contre seulement deux pour les Mégalonychidés.
Ils font partie des rares espèces de mammifères à posséder huit vertèbres cervicales au lieu de sept.

## Liste des espèces
- Choloepus didactylus (Linnaeus, 1758) - Paresseux à deux doigts
- Choloepus hoffmanni Peters, 1858 - Unau d'Hoffmann

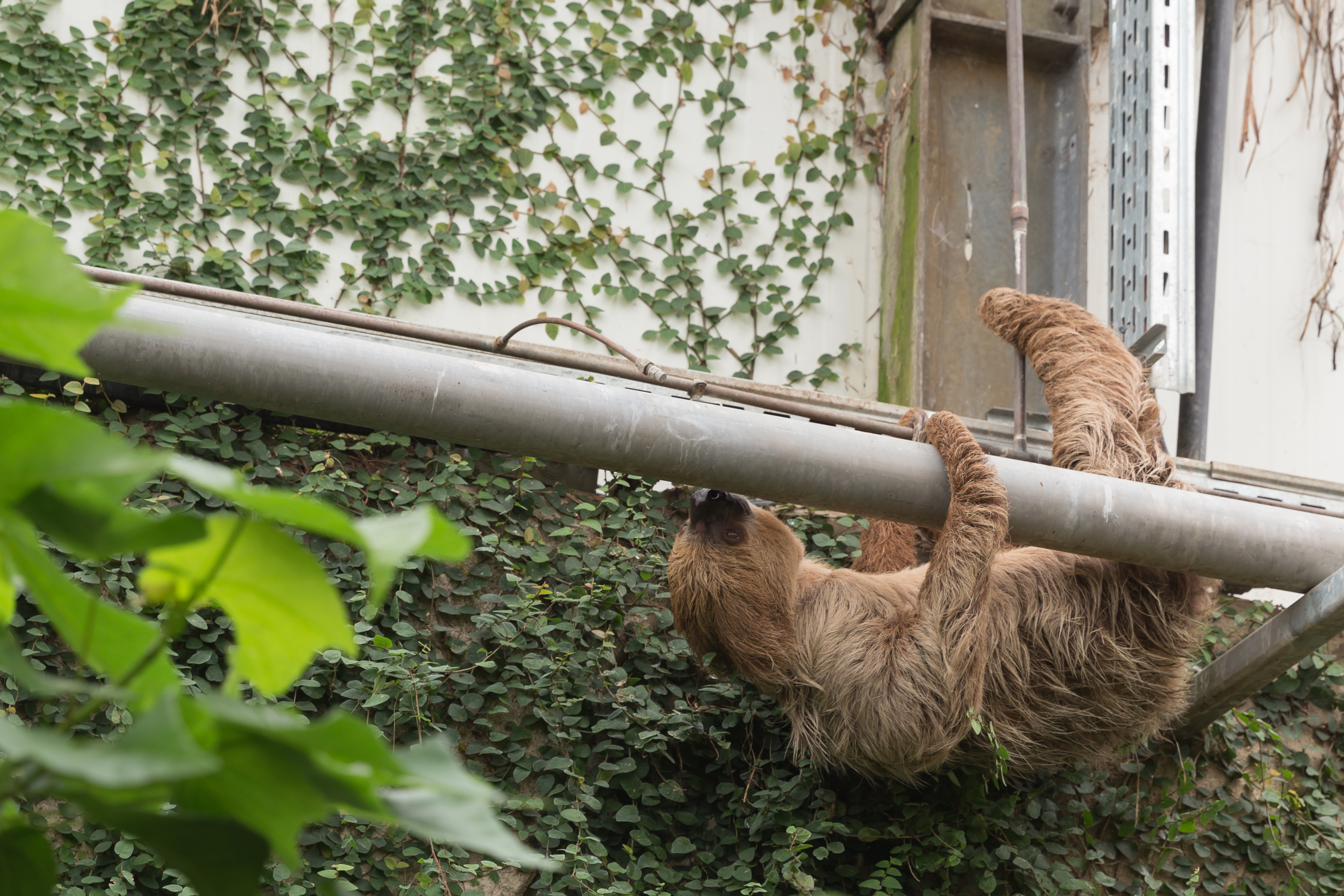
Choloepus didactylus (Paresseux à deux doigts)